# Barzizza (famiglia)

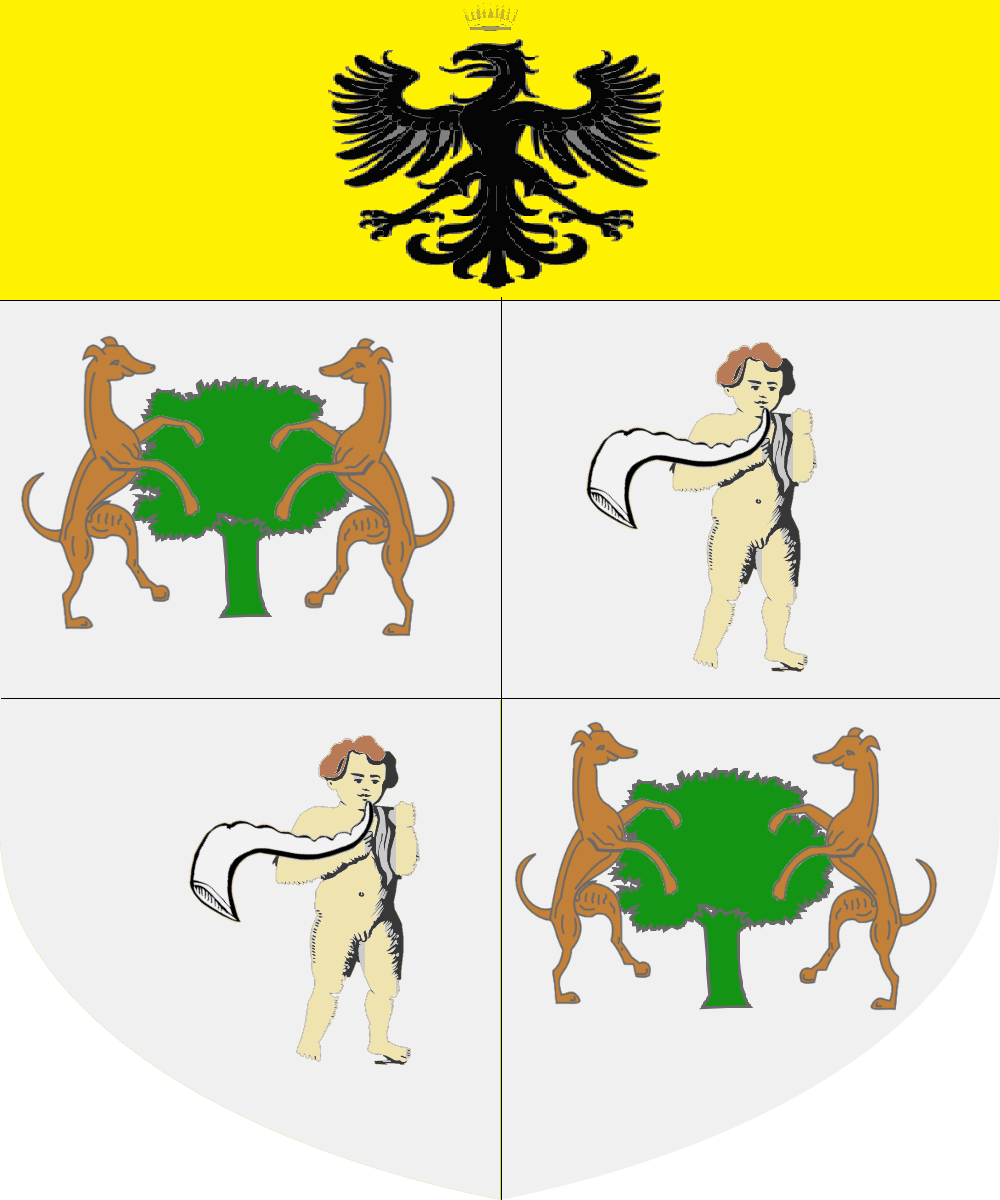
Stemma Barzizza

I Barzizza (talvolta anche  Barziza) furono una famiglia aristocratica bergamasca, ascritta al patriziato veneziano e annoverata fra le cosiddette Case fatte per soldo.

## Storia
I Barzizza furono una famiglia anticamente originaria di Milano, e in seguito stabilitasi a Bergamo, al cui Consiglio nobile appartenevano sin dal secolo XVI.
Con Diploma del 10 febbraio 1533, Giovanni Maria Barzizza, in conseguenza dei servigi prestati all'imperatore Massimiliano I come segretario personale e ambasciatore, ricevette da Carlo V, per sé e per la propria discendenza maschile, il rango comitale con l'investitura del feudo di Cazzano. La titolatura, confermata da Ferdinando I, venne successivamente sanzionata anche dal Senato veneziano. Nel 1694, i Barzizza furono ascritti al patriziato veneto e ammessi al Maggior Consiglio, come riconoscimento per il sostegno economico garantito alla Repubblica durante la guerra di Morea.
Dopo la caduta della Serenissima, il governo imperiale austriaco riconobbe la nobiltà di questo casato con Sovrane Risoluzioni dell'11 novembre 1817 e del 1º gennaio 1818.

## Luoghi e architetture
- Palazzo Barzizza, a San Polo;
- Palazzo Barzizza, a Ozzero;

Palazzo Barzizza a San Polo (Venezia)

- Villa Barzizza, ad Alzano Lombardo;
- Villa Barzizza Lanza Tessier, a Spinea;
- Villa Querini Frizier Belegno Erizzo Barzizza Azzalin Luca, detta Ca' Erizzo, a Bassano del Grappa.

Si ricorda, inoltre, una Corte Barzizza in sestiere San Polo, a Venezia.

## Membri illustri
- Gasparino Barzizza (1360 - 1431), umanista italiano;
- Guiniforte Barzizza (1406 - 1463), umanista, figlio del precedente;
- Giuseppe Barzizza (1902 - 1994), musicista italiano proveniente da un ramo genovese della famiglia.